# Carex bicolor
Carex bicolor là một loài thực vật có hoa trong họ Cói. Loài này được Bellardi ex All. mô tả khoa học đầu tiên năm 1785.